# Неподвижность (альбом)
«Неподвижность» — дебютный альбом советской постпанк-группы Дурное Влияние, записанный в 1989 году. Издан на компакт-кассетах в 2003 и на грампластинках в 2017 годах. Альбом был записан в ноябре 1989 года в петергофской студии Кости Мрака.

## История записи
Осенью 1989 года Константин по прозвищу Мрак предложил музыкантам записать имеющиеся у них песни на его студии. Поскольку в то время большинство рок-групп ещё по-прежнему записывалось в домашних или подпольных условиях, то музыканты согласились. Студия находилась в Петергофе в местном доме культуры.

Он построил в этом помещении антресоли и водрузил на них ударную установку. Подниматься на антресоли приходилось по шаткой приставной лестнице, выпрямиться во весь рост там было никак, можно было только протиснуться, полусогнувшись, за барабаны. Внизу под антресолями находились гитарные комбики, микшерный пульт «Электроника ПМ-01» и гордость Кости Мрака — «четырехканальный» магнитофон, который на самом деле был двумя бытовыми магнитофонами марки «Илеть-110», поставленными плечом к плечу. Мрак настроил их звукозаписывающие головки так, что первый магнитофон записывал на первую и третью дорожки, а второй, соответственно, на вторую и четвертую. Такой несовершенный аппарат немного смущал, но Мрак уверял, что всё под контролем.— А. Скворцов
Аппаратура была неновой, но музыканты решили за счёт таких условий добиться оригинальности звучания. Гитарный и басовый комбики для достижения лучшего разделения каналов были направлены в разные стороны, при записи песни «24 часа» под малый барабан был подложен железный лист. Для записи были выбраны 8 песен, которые музыканты посчитали лучшими в своём репертуаре. На две дорожки в стерео были записаны вживую эти песни, на оставшиеся две дорожки был записан отдельно ещё раз вокал и вторая гитара. Запись производилась на бытовую магнитную ленту, сводилась на обычной кассетной деке и была сделана за четыре дня.
На песни «24 часа» и «Сейчас» были сняты клипы
В марте 1990 года звукорежиссёром со студии Эдиты Пьехи Александром Бородицким была записана вторая версия альбома, но она не была выпущена.

## Издания
В связи с невысоким качеством записи музыканты решили не выпускать альбом, а сделать несколько копий и распространить их среди своих знакомых. В связи с этим у альбома нет официального оформления.
В начале 2000-х Александр Скворцов нашёл кассету, на которую был сведён альбом, оцифровал её, очистил звук, и в таком виде альбом был издан в 2003 году лейблом «Карма Мира». На кассету дополнительным треком вошла композиция «Меня», в которой на гитаре играет первый гитарист группы Вадим Кудрявцев.
В 2017 году лейблом «Войны для воинов Рекордс» альбом был переиздан ограниченным тиражом в 100 копий на белом и 200 на обычном виниле с 8-страничным буклетом с текстами песен.

## Список композиций
| №  | Название                | Длительность |
| -- | ----------------------- | ------------ |
| 1. | «24 часа»               | 3:15         |
| 2. | «Если я лгу»            | 4:29         |
| 3. | «Дай мне уйти»          | 4:51         |
| 4. | «Неподвижность»         | 4:24         |
| 5. | «Жизнь как болезнь»     | 5:03         |
| 6. | «Мёртвые смотрят вверх» | 4:41         |
| 7. | «Сейчас»                | 3:20         |
| 8. | «Спать»                 | 6:36         |

## Участники записи
- Александр Скворцов — вокал
- Эдуард Нестеренко — гитара
- Игорь Мосин — ударные
- Дмитрий Петров — бас-гитара